# El-Flaye
El-Flaye (em árabe: لفلاى) é uma comuna localizada na província de Bugia, no norte da Argélia. Segundo o censo de 2008, a população total da cidade era de 6 433 habitantes.